# Altwarp
Altwarp (em polonês/polaco:  Stare Warpno) é um município no distrito de Vorpommern-Greifswald, estado alemão de Mecklemburgo-Pomerânia Ocidental, no final da fronteira germano-polaca. Tem cerca de 600 habitantes e fica na Baía de Neuwarp (Neuwarper See), no Mar Báltico, em frente à localidade polaca de Nowe Warpno.